# Конная улица (Санкт-Петербург)

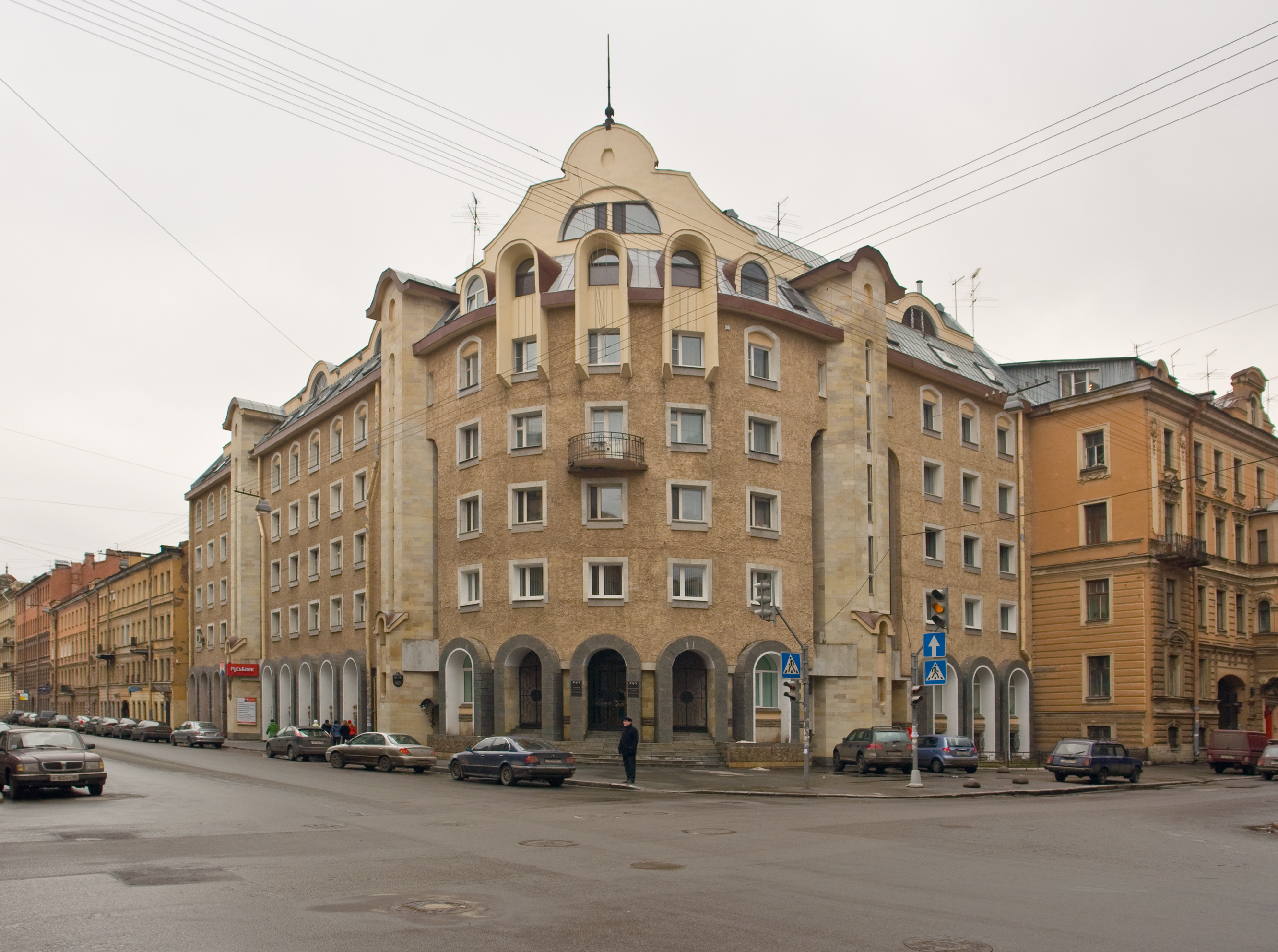
Конная, 13 (угол с Перекупным переулком)

Ко́нная у́лица — улица в Центральном районе Санкт-Петербурга. Проходит от Полтавской улицы до Исполкомской улицы.
На улице 28 домов (с № от 1 до 32), примерная длина улицы 480 метров.

## История и достопримечательности
Название улицы появилось 7 марта 1880 года и связано с располагавшимся неподалёку конным рынком (существовал до 1890 года). Одновременно в 1880-е годы улицу называли Ново-Александровской, в 1890-е — Александровской.
- Дом 2 — проспект Бакунина, 5 — здание Старо-Александровского рынка. Построено в 1883 году, архитектор В. Ф. Геккер. Надстроено.
- Дом 5 — в 1897—1901 годах дом надстраивался; начал реконструкцию В. В. Корвин-Круковский, закончил В. В. Шауб.
- Дом 7 — Невский, 156 — дом Парфеновых, архитектор Г. Г. фон Голи (1910—1912).
- Дом 8 — дом Т. П. Павловой, 1911—1912, архитектор Л. Я. Наткин.
- Дом 10 — дом построен в 1901 году по, архитектор В. А. Липский.
- Дом 18 — дом построен в 1902 году по, архитектор В. А. Липский.

Угол Конной улицы и Перекупного переулка:
- Дом 20 (угол с Перекупным переулком, 6) — дом, построенный в 1910 году по проекту К. Э. Маккензена.
- Дом 22 (угол с Перекупным переулком, 5) — дом, построенный в 1900 году.
- Дом 11 — дом построен в 1881 году по проекту М. А. Андреева.

От Перекупного переулка до Исполкомской улицы:
- Дом 24 — доходный дом, перестроенный в 1896 году по проекту П. М. Мульханов.
- Дом 28 — дом перестраивался в 1899 году архитектором В. Ф. Розинским.
- Дом 30 — архитектор Н. Ф. Монтандр, 1875 год.
- Дом 15 — дом построен в 1881—1883 годах по проекту М. А. Андреева. C 1927 по 1930 год здесь, в квартире 30 в жил поэт Н. А. Заболоцкий.
- Дом 21 — Исполкомская улица, 2 — Невский проспект, 170 — доходный дом В. М. Давыдова (1897—1898), архитектор П. Ю. Сюзор.